# Marcel Zanini
Pour les articles homonymes, voir Zanini.
Marcel Zanini est un musicien de jazz français, né le 7 septembre 1923 à Constantinople (Gouvernement d'Ankara) et mort le 18 janvier 2023 à Paris 20e. Il connaît la célébrité en 1969 en interprétant la chanson Tu veux ou tu veux pas.

## Biographie

### Enfance
Marcel Zanini naît à Constantinople, d’une mère grecque et d’un père français d'origine napolitaine. La famille quitte la Turquie en 1930 et migre à Marseille.

### Carrière
Marcel Zanini commence l'apprentissage de la clarinette en 1942 avant de débuter en 1946 dans l'orchestre de Léo Missir.
Il fonde son premier groupe au début des années 1950 puis, en 1954, part pendant quatre ans à New York où, en tant que correspondant de la revue française Jazz Hot, il rencontre les grands noms du jazz. Il revient à Marseille en 1958 et monte une nouvelle formation, avant de quitter Marseille pour Paris.
En 1962, à presque 40 ans, il rencontre Eddie Barclay et enregistre avec lui son premier 45 tours intitulé Oui, Oui.
En 1969, Léo Missir, directeur artistique chez Barclay, lui propose Tu veux ou tu veux pas, adaptation française du succès brésilien de Wilson Simonal Nem Vem Que não Tem (pt) composé par Carlos Imperial (pt). Il remporte un énorme succès et devient célèbre, avec sa petite moustache, son bob et ses lunettes rondes. Il continue cependant à jouer dans les clubs de jazz parisiens et les festivals avec son sextuor.
En 1979, il participe à l'album Georges Brassens joue avec Moustache et les Petits Français avec Georges Brassens, Pierre Nicolas, Joël Favreau, Moustache et bien d'autres jazzmen.
Il joue avec de nombreux musiciens de jazz américains ou français dont Georges Arvanitas et Eddy Louiss.
Son succès lui a ouvert les portes du cinéma : il joue notamment pour Bertrand Tavernier dans Autour de minuit en 1986 et La Vie et rien  d'autre en 1989.

### Vie privée
Marcel Zanini épouse Suzanne Taurel (1930-2021), une sténodactylo d'origine corse. En 1958, le couple a un fils, Alain, qui deviendra écrivain sous le pseudonyme de Marc-Édouard Nabe et qui accompagnera parfois son père à la guitare.

#### Mort
Il meurt le 18 janvier 2023 dans le 20e arrondissement de Paris, à l'âge de 99 ans,. Il est incinéré dans l'intimité au crématorium du cimetière du Père-Lachaise le 1er février, et ses cendres sont remises à la famille.

## Discographie partielle

### Albums
- 1979 : Georges Brassens joue avec Moustache et les Petits Français, avec Georges Brassens, Pierre Nicolas, Joël Favreau et Moustache - Philips ; rééd. CD sous le titre Giants Of Jazz Play Brassens en 1995
- 1994 : Master Série (compilation) - Polygram
- 1998 : Patchwork! (compilation), avec la participation de Sam Woodyard - Culture Press ; rééd. sous le titre Saint-Germain-des-Prés en 2007 chez Frémeaux & Associés
- 2002 : Blues and Bounce - Black & Blue
- 2003 : Peu de choses, avec Marc-Édouard Nabe, Michel Denis, Patrice Authier, Pierre Maingourd, Patrick Bacqueville… - Frémeaux & Associés
- 2003 : Rive Gauche : 1976-1985 (compilation), avec Sam Woodyard, Milt Buckner, Marc-Édouard Nabe… - Frémeaux & Associés (2 CD musicaux + 1 CD d'entretiens)
- 2008 : Tu veux ou tu veux pas ? - Frémeaux & Associés

## Théâtre
- 1996 : Le Bal des voleurs de Jean Anouilh, mise en scène Jean-Claude Idée, théâtre Montparnasse

## Filmographie
- 1972 : Bastos ou Ma sœur préfère le colt 45 de Jean-Louis van Belle
- 1973 : La Brigade en folie de Philippe Clair
- 1974 : Par ici la monnaie, de Richard Balducci
- 1977 : Ne me touchez pas de Richard Guillo
- 1986 : Autour de minuit de Bertrand Tavernier : figurant dans le public du Blue Note
- 1989 : La Vie et rien d'autre de Bertrand Tavernier